# ألفريدو كاسترو
ألفريدو كاسترو (بالبرتغالية: Alfredo da Silva Castro‏) (5 أكتوبر 1962 بفيلا دو كوندي في البرتغال - ) هو لاعب كرة قدم برتغالي في مركز حراسة المرمى، شارك في بطولة أمم أوروبا 1996. وشارك مع منتخب البرتغال لكرة القدم. أما مع النوادي، فقد لعب مع نادي بوافيشتا ونادي ريو أفي.

## مسيرته الكروية
لعب ألفريدو كاسترو خلال مسيرته الاحترافية مع ناديين في ستة عشر موسمًا ولم يسجل خلالها أي هدف ضمن 309 مباراة. حيث فاز في موسمين بالكأس ولم يفز بأي دوري.
خاض ألفريدو كاسترو مسيرته مع نادي ريو أفي في موسم 1981–82 واستمر معه طيلة ثلاثة مواسم، مشاركًا في 55 مباراة ولم يسجل أي هدف. ثم انتقل إلى نادي بوافيشتا في موسم 1984–85 ليلعب معه ثلاثة عشر موسمًا، حيث شارك في 254 مباراة ولم يسجل أي هدف أيضًا.

## وصلات خارجية
- ألفريدو كاسترو على موقع قاعدة بيانات كرة القدم.إي يو (الإنجليزية)
- ألفريدو كاسترو على موقع ناشيونال فوتبول تيمز (الإنجليزية)